# 玻利瓦州
玻利瓦州（西班牙語：Estado Bolívar）是委內瑞拉南部的一個州，東鄰圭亞那，南為巴西，北界奧里諾科河。面積238,000平方公里，2007年人口1,534,800人。首府玻利瓦尔城。
1901年建州。下分十七個自治市。